# Abdoulaye Hamani Diori
Abdoulaye Hamani Diori (* 29. Dezember 1945; † 25. April 2011 in Niamey) war ein nigrischer Geschäftsmann und Politiker.

## Leben
Abdoulaye Hamani Diori war der älteste Sohn des Lehrers und Politikers Hamani Diori und dessen Ehefrau Aïssa Diori. Sein Vater war ab 1960 der erste Staatspräsident des unabhängigen Niger.
Durch einen Militärputsch im Jahr 1974 übernahm der Oberste Militärrat unter der Führung des Offiziers Seyni Kountché die Macht im Staat. Aïssa Diori wurde bei dem Militärputsch getötet. Hamani Diori wurde in Militärlagern eingesperrt und später unter Hausarrest gestellt. Abdoulaye Hamani Diori und seine Geschwister gingen ins Exil in die Elfenbeinküste, wo ihnen deren Staatspräsident Félix Houphouët-Boigny eine sichere Unterkunft bot. Diori arbeitete als internationaler Geschäftsmann. In den 1980er Jahren unternahm er mehrere Versuche, das Regime Seyni Kountchés zu destabilisieren. Zumindest dreimal leitete er Tuareg-Rebellen, die von Libyen aus mit der Unterstützung Muammar al-Gaddafis operierten, bei Anschlägen auf Militäreinrichtungen in Niger an. Dazu gehörte der Angriff auf Tchintabaraden im Mai 1985, der mehrere Todesopfer forderte. Wegen des Angriffs wurde sein Vater Hamani Diori, der 1984 zunächst freigelassen worden war, erneut inhaftiert. Hamani Diori starb 1989.
Abdoulaye Hamani Diori kehrte 1991 nach Niger zurück, als das Militärregime die Macht an die Nationalkonferenz abgegeben hatte, die den Übergang zu demokratischen Institutionen in die Wege leitete. Er engagierte sich in der wiedergegründeten Nigrischen Fortschrittspartei (PPN-RDA), der ehemaligen Einheitspartei seines Vaters, in der er zunächst die Parteisektion von Niamey leitete und schließlich zum Parteivorsitzenden aufstieg. Bei den Parlamentswahlen am 12. Januar 1995 wurde er im Wahlkreis Dosso als einziger PPN-RDA-Abgeordneter in die Nationalversammlung gewählt, wo er zum zweiten stellvertretenden Parlamentspräsidenten gewählt wurde. Der PPN-RDA gehörte zu den Parteien, die die darauffolgenden Parlamentswahlen am 23. November 1996 nach der Machtübernahme des Offiziers Ibrahim Baré Maïnassara boykottierten. Diori war Mitglied des nach dem Sturz Baré Maïnassaras 1999 gebildeten kurzlebigen Übergangsparlaments. Bei den Parlamentswahlen am 4. Dezember 2004 wurde er in die Nationalversammlung wiedergewählt und übernahm den Vorsitz des Ausschusses für Verteidigung und Sicherheit. Als Staatspräsident Mamadou Tandja (MNSD-Nassara) nach einer in der Verfassung nicht vorgesehenen dritten Amtszeit strebte, gehörte Diori an der Seite von Mahamadou Issoufou (PNDS-Tarayya) zu dessen Gegnern. Nach dem Sturz Tandjas wurde Mahamadou Issoufou bei den Präsidentschaftswahlen am 12. März 2011 zum Staatspräsidenten gewählt. Issoufou ernannte Diori zu seinem Sonderberater im Ministerrang.
Abdoulaye Hamani Diori starb wenig später an einer Krankheit in Niamey. Er hinterließ seine Ehefrau Abdoulaye Diori Kadidiatou Ly und vier Kinder und wurde neben seinem Vater in Soudouré bestattet.